# Trakař

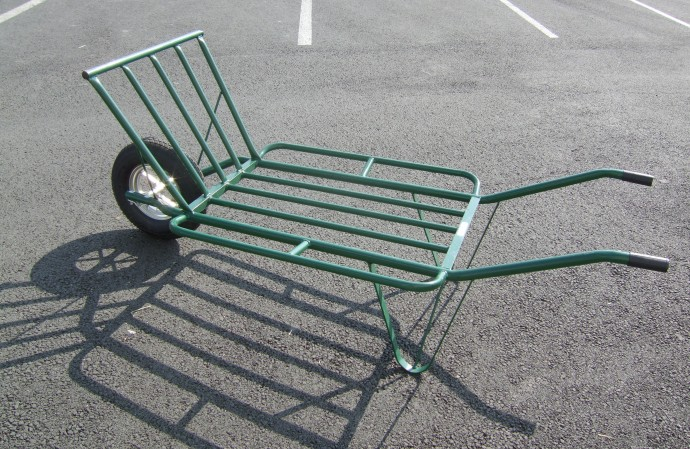
moderní trakař

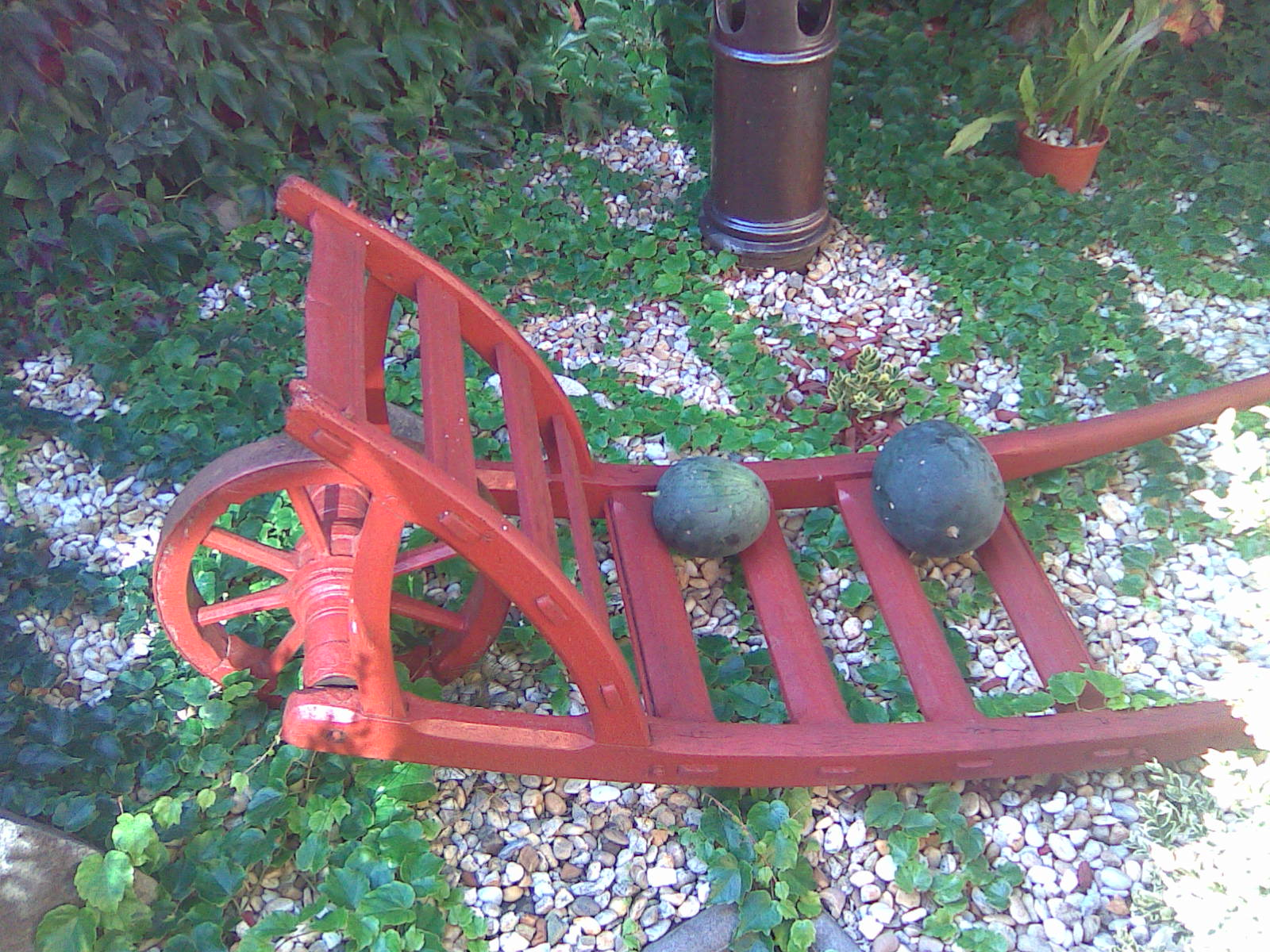
Trakař sloužící jako ozdoba.

Trakař (nářečně trakač, tragač, tragáč, kortoč, kortouč, radvanec, samokol (poslední čtyři výrazy se používají také pro kolečko)) je jednoduchý dopravní prostředek, používaný k přepravě nákladu (zejména píce, sena, pytlů s obilím či moukou) na krátké vzdálenosti. Skládá se z dřevěné konstrukce, připomínající zahnutý žebřík, na jednom konci je opatřen dřevěným kolem a na druhé dvěma rukojetěmi. Na začátku 20. století začal být vytlačován novějšími dopravními prostředky, jeho princip je zachován u stavebního kolečka.
Pojmenování trakař pochází zřejmě z německého Tragkarre.
Princip trakaře je založen na principu páky a je znám ze starověké Číny, kde se objevuje poprvé někdy okolo 3. století. Síla, kterou je nesen náklad, je rozložena na větší část, spočívající na kole a menší část, kterou nese ten, kdo s trakařem jede. Pomocí trakaře je jedna osoba schopna přepravovat několikanásobně větší náklad než prostým nesením, a tím se zvyšuje efektivita práce.
Trakař byl součástí výbavy většiny hospodářství. Vozívalo se na něm prakticky vše, co se na něj dalo naložit. Trakař není vhodný pro přepravu sypkých materiálů (zeminy, písku apod.), pro takové materiály se s úspěchem používá kolečko.

## Frazeologie

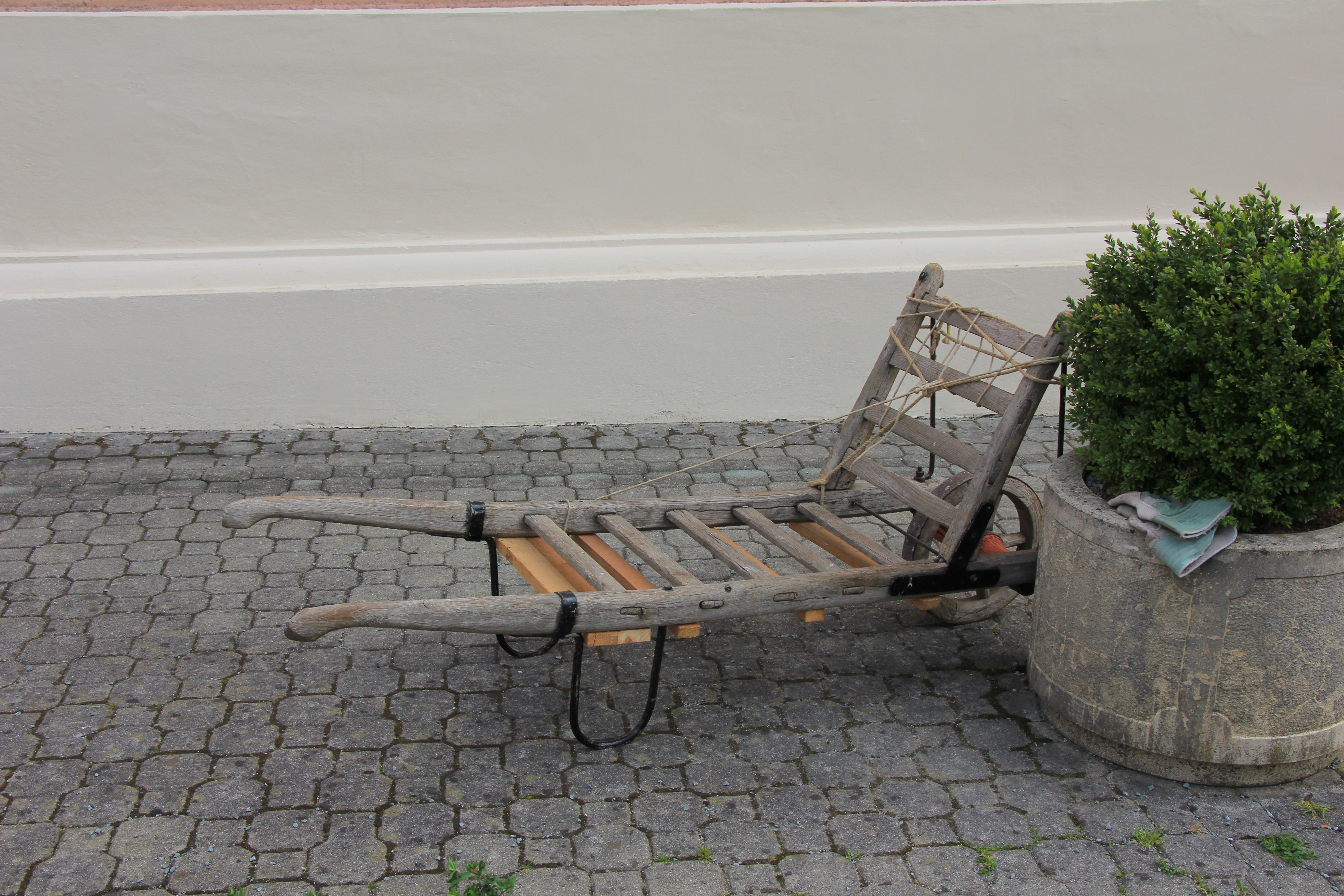
Dřevěný trakař

- i kdyby trakaře (trakače/tragače) padaly - za všech okolností; např. Půjdu tam, i kdyby trakaře padaly!